# Julio César Yegros
Julio César Yegros (31 de gener de 1971) és un exfutbolista paraguaià.

## Selecció del Paraguai
Va formar part de l'equip paraguaià a la Copa del Món de 1998. A estat jugador dels clubs Cerro Porteño, Olimpia Asunción i Sportivo Luqueño de Paraguai; Cruz Azul, Tecos UAG i Pumas UNAM, Chiapas i Club León de Mèxic; Mandiyú de l'Argentina i Deportes Tolima de Colòmbia.